# La cină cu un gogoman (film)
La cină cu un gogoman (titlul original: în franceză Le dîner de cons) este un film de comedie francez, realizat în 1998 de regizorul Francis Veber, după piesa omonimă proprie a regzorului, protagoniști fiind actorii Jacques Villeret, Thierry Lhermitte, Francis Huster, Alexandra Vandernoot. Coloana sonoră a filmului este semnată de Vladimir Cosma.

## Distribuție

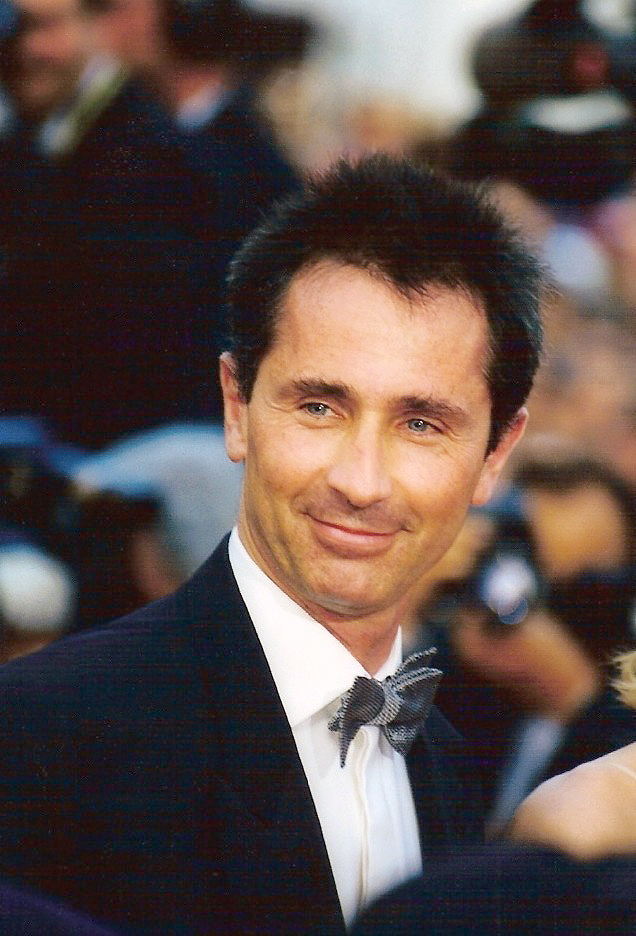
Thierry Lhermitte, interpretul rolului lui Pierre Brochant

- Jacques Villeret - François Pignon, angajat la administrația importuri
- Thierry Lhermitte - Pierre Brochant, editor
- Francis Huster - Juste Leblanc, scriitor
- Daniel Prévost - Lucien Cheval, controlor fiscal
- Alexandra Vandernoot - Christine Brochant,  soția lui Pierre
- Catherine Frot - Marlène Sasseur
- Edgar Givry - Jean Cordier, amicul lui Pierre care l-a întâlit pe Pignon în tren
- Christian Pereira - doctorul Sorbier
- Pétronille Moss - Louisette Blond, o colegă a lui François
- Benoît Bellal - Bichaud, primul animator care l-a invitat pasionatul de bumerang
- Pierre Arnaud-Juin - Boissonade
- Jacques Bleu - al treilea animator
- Daniel Martin - Messignac
- Philippe Brigaud - pasionatul de bumerang
- Elvire Meillière - Gisèle
- Michel Caccia - un invitat
- Laurent Gendron - un invitat
- Myckaël Georges Schar - al doilea animator
- Rémy Roubakha - Carlier
- Candide Sanchez - funcționarul de la bancă
- Bernard Alane - vocea lui Pascal Meneaux la telefon (neacreditat)

## Coloana sonoră
- Orchestra dirijată de Vladimir Cosma, aranjamente de Edouard Dubois, producția muzicală Pierre-Richard Muller
- Muzicieni: Philippe Catherine (chitară), Romane (chitară), Jean-Michel Bertin
- Album muzical: Le temps ne fait rien à l'affaire de Georges Brassens

## Premii și nominalizări

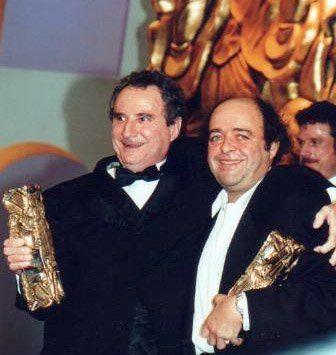
Daniel Prévost și Jacques Villeret cu recompensele obținute la a 24-a ediție César din 1999

- 1999 trei premii César și trei nominalizări:
  - cel mai bun actor pentru Jacques Villeret
  - cel mai bun actor în rol secundar pentru Daniel Prévost
  - cel mai bun scenariu pentru Francis Veber
  - nominalizare cel mai bun film
  - nominalizare cel mai bun regizor
  - nominalizare César pentru cea mai bună actriță în rol secundar pentru Catherine Frot

- 1999 două premii Lumière:
  - cel mai bun scenariu pentru Francis Veber
  - cel mai bun actor pentru Jacques Villeret